# Herlisberg
Herlisberg är en ort i kommunen Römerswil i kantonen Luzern i Schweiz. Den ligger cirka 17,5 kilometer nordväst om Luzern. Orten har 238 invånare (2023).
Orten var före den 1 januari 2005 en egen kommun, men inkorporerades då i kommunen Römerswil. Kommunen omfattade även byarna Oberreinach och Laufenberg.